# Remo Rau
Remo Rau (* 19. Juli 1927 in Yokohama; † 3. Februar 1987 in Zürich) war ein Schweizer Kaufmann, Komponist und Jazzmusiker (Piano, Vibraphon).

## Leben und Wirken
Rau wuchs als Sohn eines Auslandschweizers zunächst in Japan auf, wo er klassischen Unterricht auf der Oboe erhielt und in verschiedenen Kammerensembles und im anglikanischen Chor mitwirkte. 1942 kam Rau in die Schweiz, wo er zunächst in Solothurn (bei Charles Dobler) und dann in Zürich (bei Wladimir Vogel) seine klassische Musikausbildung fortsetzte. An der Musikakademie in Zürich studierte er Komposition und Oboe, Klarinette sowie Saxophon. 1949 verunmöglichte die Tuberkulose eine Fortsetzung der Karriere als Holzbläser; Rau wechselte ans Klavier und ans Vibraphon. Er arbeitete in einer Zürcher Teppichfirma halbtags, um ausreichend Zeit für seine musikalischen Projekte zu haben. 1959 belegte er mit seinem „Three Cities Quartet“ auf dem Zürcher Amateur Jazz Festival einen zweiten Platz. Mit seinem Quintett, dem Hans Kennel und Bruno Spoerri angehörten, unternahm er in den frühen 1960er Jahren erste Versuche in Richtung Free Jazz. Sehr früh experimentierte er in seinen Kompositionen mit Zwölftonreihen, Raga-Skalen, sowie mit Pop-, Funk- und Weltmusik-Elementen. In seinen Bands „Jungle Sob Soul Boppers“ und „Ensemble Musica Giganthropos“ spielten Musiker wie Jürg Grau, Peter Hanel, Thomas Moeckel oder Nick Liebmann.
Rau schrieb weiterhin eine Opertrilogie „Gaia – Kristall – Terra Nova“, die seinem „Wunschtraum einer friedlichen Erde“ gewidmet war, aber nicht zur Aufführung gelangte, ein „Konzert für Flöte, Streichorchester und Perkussion“ (1965–1970), das unter Marc Andrae aufgeführt und im Radio übertragen wurde, sowie kammermusikalische Werke wie das Duo für Violine und Piano „Caleidoscope“ (1978).
Als Programmgestalter des Jazzlokals „Africana“, in dem in den frühen 1960er Jahren über einen längeren Zeitraum täglich Abdullah Ibrahim mit seinem Trio, aber auch Horace Silver sowie Chris McGregor mit den „Blue Notes“ auftrat und wo das Trio von Irène Schweizer erste Erfahrungen sammelte, spielte er eine zentrale Rolle im Jazzleben von Zürich, die er als Promotor der Konzertreihe „Modern Jazz Zürich“ fortsetzen konnte. Auch realisierte er aufwändige multimediale Projekte. Von ihm veranstaltete Konzertaufführungen wie „Ballett und Jazz“, „Ava und Edam“ oder „Multi-Media-Tanztheater“ erhielten lokal große Anerkennung.

## Diskographische Hinweise
- An Evening at the Cafe Africana (1960, mit Renato Anselmi, Roger Dannhauer, Alex Bally)
- Voyage to the Stars (1985, mit Paul Grabowsky, Art Lande, Roman Dyląg u. a.)
- Universal Jazz/Cosmic Classics (MGB 1994, mit Jürg Grau, Bruno Spoerri, Thomas Moeckel, Hans Peter Künzle, Nick Liebermann sowie einem Kammerensemble)